# Гроза (РЛС)
Гроза — бортовая метеонавигационная радиолокационная станция (БМНРЛС). Устанавливалась на ряд советских и российских транспортных и пассажирских самолетов (Ту-154, Ту 134, Ил-86, Ил 62, Як-42 и другие).

## Предназначение
Бортовая МНРЛС «Гроза» обеспечивает радиолокационный обзор земной поверхности, обнаружение опасных для самолёта гидро-, метеообразований (грозы, кучевая облачность и т. д.).

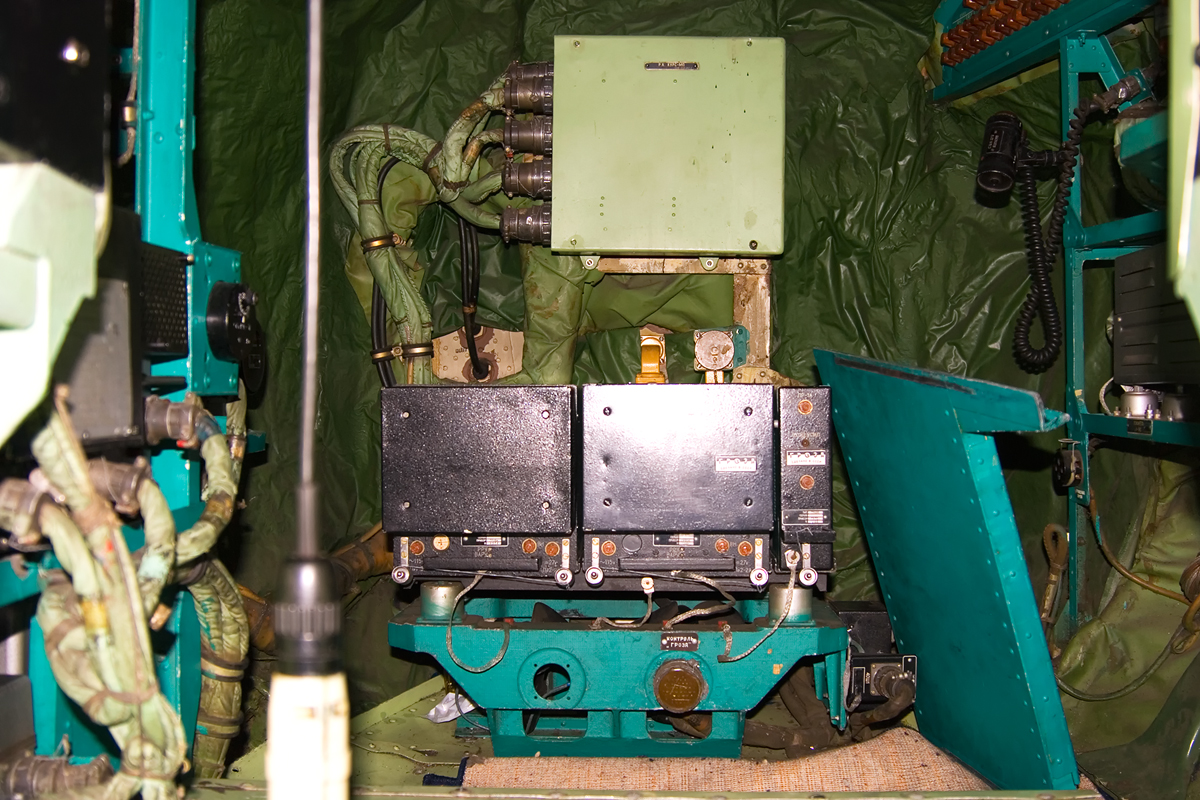
Блоки РЛС «Гроза−134»

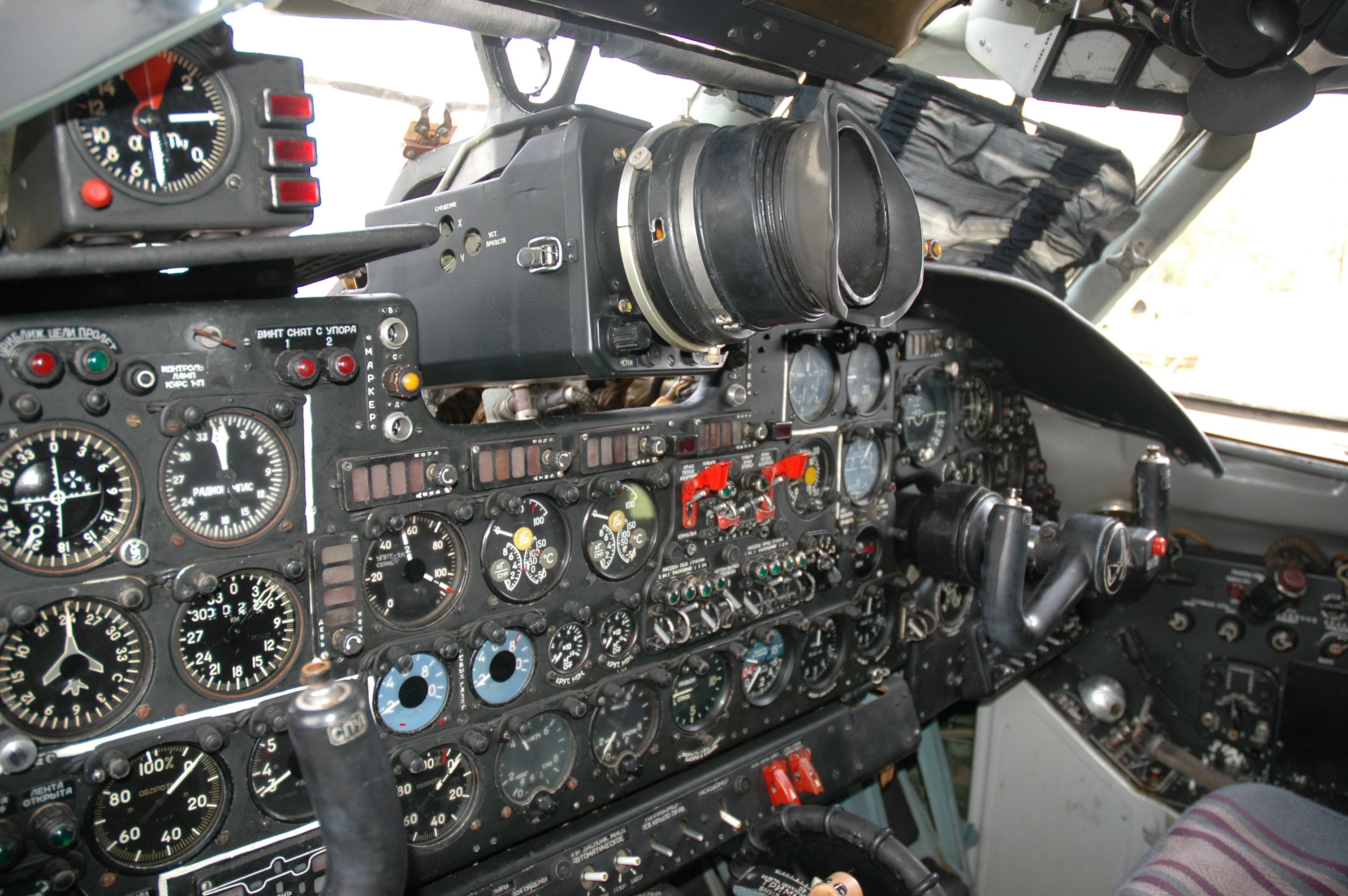
Блок-индикатор станции «Гроза-26» (в центре сверху приборной доски)

## Тактико-технические характеристики
В основе работы РЛС лежит принцип активной радиолокации с пассивным ответом.
- частота излучаемых колебаний — 9375 МГц
- частота повторения импульсов — 400 Гц
- Средняя дальность наблюдения для высоты полета 6000 м и более составляет:
  - изображение областных городов и промышленных центров — 250 км
  - изображение особо крупных промышленных центров — 350 км
  - изображение водных поверхностей — 150…180 км
  - дальность обнаружения грозовой и кучево-дождевой облачности — 200 км
- импульсная мощность излучаемых радиоимпульсов — не менее 9 кВт
- величина тока, потребляемая радиолокатором: по цепи 115 В, 400 Гц — 4 А, по цепи 36 В, 400 Гц — 1 А, по цепи 27 В — 5 А.

## Модификации
- Гроза-154
- Гроза-40
- Гроза-42
- Гроза-134
- Гроза-86
- Гроза-24
- Гроза-26
- Гроза-62
- Гроза-142

Все модификации РЛС имеют одинаковые блоки приёмника, передатчика и управления. Отличия заключаются в антенно-фидерном устройстве и индикаторе обзора. Цифровое обозначение для каждой модификации присваивается в соответствии с принятым самолётостроительным предприятием номером типа самолета, например, «Гроза-134» — радиолокатор для самолета Ту-134; «Гроза-26» — радиолокатор для самолёта Ан-26.
В настоящее время для замены штатного блока-индикатора РЛС «Гроза» ООО «Контур-НИИРС» разработан МФИ А813-0409 «Гроза».